# Storo
Storo település Olaszországban, Trento megyében. Lakosainak száma 4498 fő (2023. január 1.). Storo Bagolino, Bondone, Borgo Chiese és Ledro községekkel határos.

## Népesség
A település népességének változása:
| Lakosok száma | 4678 | 4596 | 4498 |
|               | 2017 | 2018 | 2023 |